# 奥昔托隆
奥昔托隆（商品名：Nocertone、Oxedix）是一种含氮有机化合物，化学式C
21H
21NO
2，为血清素受体拮抗剂，可用作抗組織胺藥。